# 어글리 키드 조
어글리 키드 조(Ugly Kid Joe)는 미국의 하드 록 밴드이다.